# سلسلة الأمريكيين العظماء

طابع أليس بول اللاصق الذاتي بقيمة 78 سنتًا وهو أحد آخر الطوابع في سلسلة أمريكيون عظماء

سلسلة الأمريكيين العظماء هي مجموعة من الطوابع النهائية التي أصدرتها خدمة البريد الأمريكية بدءًا من 27 ديسمبر 1980 مع طابع 19 سنتًا يصور سيكوياه واستمرت حتى عام 1999 وكان الطابع الأخير هو طابع جاستن إس موريل اللاصق الذاتي بقيمة 55 سنتًا. تشتهر السلسلة ببساطتها وأناقتها وهي المفضلة لدى هواة جمع الطوابع. تم استبداله بسلسلة "الأمريكيون المتميزون" والتي بدأت في عام 2000.

## التصميم
يتشابه التصميم الأساسي للطوابع بشكل كبير مع سلسلة أمريكانا السابقة ولفائف النقل المعاصرة العناصر القليلة التي تتكون فقط من صورة شخصية واسم وربما مهنة/شهرة ونقش "الولايات المتحدة الأمريكية" والفئة بلون واحد على خلفية بيضاء. كان نطاق الموضوعات أوسع بكثير من سلسلة الأمريكيين البارزين أو إصدار الحرية السابقة. بينما ركزت الإصدارات السابقة بشكل أساسي على الشخصيات السياسية كانت موضوعات سلسلة الأمريكيين العظماء معروفة جيدًا من عدد من المجالات والأعراق المتنوعة. كان رئيسان فقط موضوعين للسلسلة : توماس جيفرسون وهاري إس ترومان. كان موازنة الدور المتناقص للرؤساء زيادة هائلة في بروز المرأة. يظهر ستة عشر من بين الأمريكيين العظماء وهو تباين كبير مع الإصدارات النهائية السابقة : ففي سلسلة الأمريكيين البارزين 1965-1978 ظهرت الإناث على فئتين فقط بينما قدمت الإصدارات النهائية 1902 و1922-1925 و1938 و1954-1965 امرأة واحدة فقط. كانت هذه أيضًا أول سلسلة نهائية تقدم طوابع مخصصة للأمريكيين الأصليين البارزين حيث تم تصوير أربعة منهم : السحابة الحمراء (10 سنتات) والحصان المجنون (13 سنتًا) وسيكوياه (19 سنتًا) والثور الجالس (28 سنتًا). مثل الأمريكيين الأفارقة من خلال طابعين فئة 20 سنتًا يظهر رالف بانش وطابع 35 سنتًا يصور تشارلز درو.

## الطوابع
تتضمن طوابع السلسلة مرتبة حسب الفئة ما يلي : 
- ١ سنت دوروثيا ديكس (صدر في ٢٣ سبتمبر ١٩٨٣)
- ١ سنت مارغريت ميتشل (صدر في ٣٠ يونيو ١٩٨٦)
- ٢ سنت إيغور سترافينسكي (صدر في ١٨ نوفمبر ١٩٨٢)
- ٢ سنت ماري ليون (صدر في ٢٨ فبراير ١٩٨٧)
- ٣ سنتات هنري كلاي (صدر في ١٣ يوليو ١٩٨٣)
- ٣ سنتات بول دادلي وايت، دكتور في الطب (صدر في ١٥ سبتمبر ١٩٨٦)
- ٤ سنتات كارل شورز (صدر في ٣ يونيو ١٩٨٣)
- ٤ سنتات إدوارد ج. فلاناغان|الأب فلاناغان (صدر في 14 يوليو 1986)
- ٥ سنتات بيرل إس. باك (صدر في ٢٥ يونيو ١٩٨٣)
- ٥ سنتات هوغو بلاك (صدر في ٢٧ فبراير ١٩٨٦)
- ٥ سنتات لويس مونوز مارين (صدر في ١٨ فبراير ١٩٩٠)
- ٦ سنتات والتر ليبمان (صدر في ١٩ سبتمبر ١٩٨٥)
- ٧ سنتات أبراهام بالدوين (صدر في ٢٥ يناير ١٩٨٥)
- ٨ سنتات هنري نوكس (صدر في ٢٥ يوليو ١٩٨٥)
- ٩ سنتات سيلفانوس ثاير (صدر في ٧ يونيو ١٩٨٥)
- ١٠ سنتات ريتشارد راسل الابن|ريتشارد راسل (صدر في ٣١ مايو ١٩٨٤)
- ١٠ سنتات السحابة الحمراء (صدر في ١٥ أغسطس ١٩٨٧)
- ١١ سنتًا ألدن بارتريدج (صدر في ١٢ فبراير ١٩٨٥)
- ١٣ سنتًا الحصان المجنون (صدر في ١٥ يناير ١٩٨٢)
- ١٤ سنتًا سنكلير لويس (صدر في ٢١ مارس ١٩٨٥)
- ١٤ سنتًا جوليا وارد هاو (صدر في ١٢ فبراير ١٩٨٧)
- ١٥ سنتًا بافالو بيل كودي (صدر في ٦ يونيو ١٩٨٨)
- ١٧ سنتًا راشيل كارسون (صدر في ٢٨ مايو ١٩٨١)
- ١٧ سنتًا بيلفا لوكوود (صدر في ١٨ يونيو ١٩٨٦)
- ١٨ سنتًا جورج ماسون (صدر في ٧ مايو ١٩٨١)
- ١٩ سنتًا سيكوياه (صدر في ٢٧ ديسمبر ١٩٨٠)
- ٢٠ سنتًا رالف بانش (صدر في ١٢ يناير ١٩٨٢)
- ٢٠ سنتًا توماس هـ. غالوديت (صدر في ١٠ يونيو ١٩٨٣)
- ٢٠ سنتًا هاري ترومان (صدر في ٢٦ يناير ١٩٨٤)
- ٢٠ سنتًا فيرجينيا أبغار (صدر في ٢٤ أكتوبر ١٩٩٤)
- ٢١ سنتًا تشيستر كارلسون (صدر في أكتوبر ٢١، ١٩٨٨)
- ٢٢ سنتًا جون ج. أودوبون (صدر في ٢٣ أبريل ١٩٨٥)
- ٢٣ سنتًا ماري كاسات (صدر في ٤ نوفمبر ١٩٨٨)
- ٢٥ سنتًا جاك لندن (صدر في ١١ يناير ١٩٨٦)
- ٢٨ سنتًا الثور الجالس (صدر في ١٤ سبتمبر ١٩٨٩)
- ٢٩ سنتًا إيرل وارن (صدر في ٩ مارس ١٩٩٢)
- ٢٩ سنتًا توماس جيفرسون (صدر في ١٣ أبريل ١٩٩٣)
- ٣٠ سنتًا فرانك سي. لاوباتش (صدر في ٢ سبتمبر ١٩٨٤)
- ٣٢ سنتًا ميلتون هيرشي (صدر في ١٣ سبتمبر ١٩٩٥)
- ٣٢ سنتًا، كال فارلي (صدر في ٢٦ أبريل ١٩٩٦)
- ٣٢ سنتًا هنري ر. لوس (صدر في ٣ أبريل ١٩٩٨)
- ٣٢ سنتًا ليلى والاس|ليلى وديويت والاس (صدر في ١٦ يوليو ١٩٩٨)
- ٣٥ سنتًا تشارلز ر. درو|تشارلز درو (صدر في ٣ يونيو ١٩٨١)
- ٣٥ سنتًا دينيس تشافيز (صدر في ٣ أبريل ١٩٩١)
- ٣٧ سنتًا روبرت ميليكان (صدر في ٢٦ يناير ١٩٨٢)
- ٣٩ سنتًا جرينفيل كلارك (صدر في ٢٠ مارس ١٩٨٥)
- ٤٠ سنتًا ليليان جيلبريث (صدر في ٢٤ فبراير ١٩٨٤)
- ٤٠ سنتًا كلير تشينولت (صدر في ٦ سبتمبر ١٩٩٠)
- ٤٥ سنتًا هارفي كوشينغ، طبيب (صدر في ١٧ يونيو ١٩٨٨)
- ٤٦ سنتًا روث بنديكت (صدر في ٢٠ أكتوبر ١٩٩٥)
- ٥٠ سنتًا تشيستر دبليو. نيميتز (صدر في ٢٢ فبراير ١٩٨٥)
- ٥٢ سنتًا هوبرت همفري (صدر في ٣ يونيو ١٩٩١)
- ٥٥ سنتًا أليس هاميلتون، طبيبة (صدر في ١١ يوليو ١٩٩٥)
- ٥٥ سنتًا جاستن س. موريل (صدر في ١٧ يوليو ١٩٩٩)
- ٥٦ سنتًا جون هارفارد (رجل دين)|جون هارفارد (صدر في 3 سبتمبر 1986)
- 65 سنتًا [[هنري هـ. أرنولد|هـ. إتش. "هاب" أرنولد (صدر في ٥ نوفمبر ١٩٨٨)
- ٧٥ سنتًا أمريكيًا ويندل ويلكي (صدر في ١٦ فبراير ١٩٩٢)
- ٧٧ سنتًا أمريكيًا ماري كارسون بريكينريدج|ماري بريكينريدج (صدر في ٩ نوفمبر ١٩٩٨)
- ٧٨ سنتًا أمريكيًا أليس بول (صدر في ١٨ أغسطس ١٩٩٥)
- ١.٠٠ دولار أمريكي برنارد ريفيل (صدر في ٢٣ سبتمبر ١٩٨٦)
- ١.٠٠ دولار أمريكي جونز هوبكنز (صدر في ٧ يونيو ١٩٨٩)
- ٢.٠٠ دولار أمريكي ويليام جينينغز برايان(صدر في ١٩ مارس ١٩٨٦)
- ٥.٠٠ دولار أمريكي بريت هارت (صدر في 25 أغسطس 1987)

## ملحوظات
1. ↑  قضية الحرية
2. ↑  في حين أن سلسلة 1922 كانت تتضمن طابعًا بقيمة 14 سنتًا يصور دب القرن المجوف، إلا أنه لم يحدد اسمه بل وصفه فقط بأنه "أمريكي هندي".

## روابط خارجية
- سلسلة الأمريكيين العظماء في متحف سميثسونيان الوطني للبريد
- جمعية أرقام اللوحات الأمريكية الفردية ، والتي تتضمن تفاصيل كل طابع ومزيد من المعلومات حول أرقام اللوحات

قالب:Postage stamps of the United States